# Олле Гуннеріссон
Олле Гуннеріссон (швед. Olle Gunneriusson; 26 серпня 1924 — 26 листопада 1982) — шведський біатлоніст, чемпіон світу з біатлону.

## Виступи на чемпіонатах світу
| Рік  | Місце проведення | Інд | Спр | Пр | МС | Ест | КГ |
| 1958 | Заальфейден      | 2   |     |    |    |     | 1  |

## Біатлонна кар'єра
У 1958 році Олле брав участь у першому чемпіонаті світу, де виборов срібну медаль в індивідуальній гонці, поступившись першістю лише своєму співвітчизнику Адольфу Віклунду. Він також став і чемпіоном в командній гонці, переможець в якій визначався за сумою результатів чотирьох найкращих спортсменів у індивіуальній гонці. 